# Caligo eurilochus

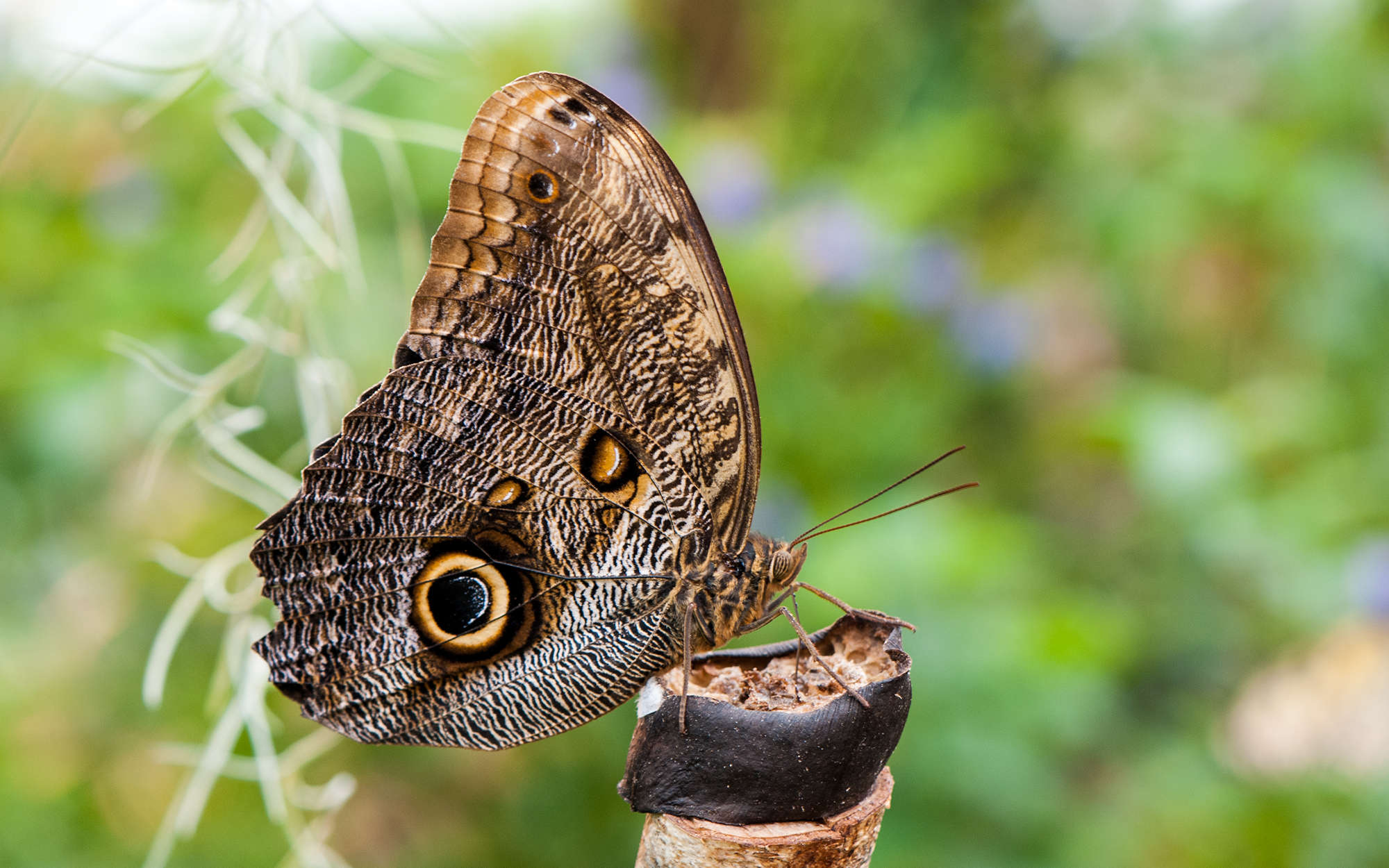
Ein gewöhnlicher Bananenfalter in einem Schmetterlingshaus

Caligo eurilochus ist ein Schmetterling (Tagfalter) aus der Familie der Edelfalter (Nymphalidae). Wie die anderen Falter der Gattung Caligo wird er auf Deutsch Bananenfalter genannt.

## Merkmale

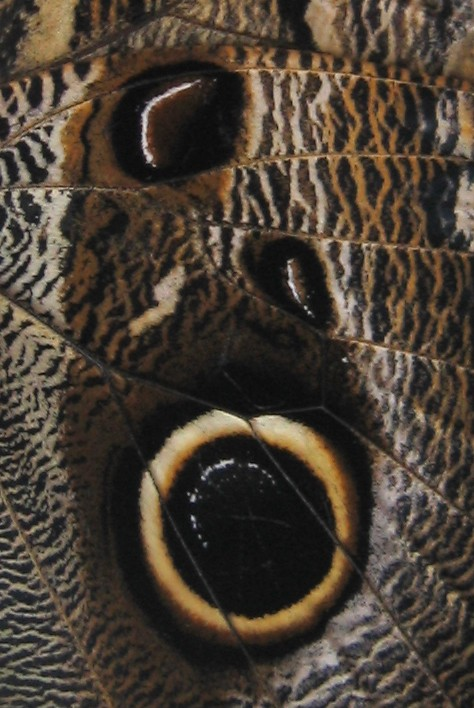
Augenflecken von Caligo eurilochus

Der Falter erreicht eine Spannweite von 10 bis 13 Zentimetern und hat eine braune Grundfarbe. Die Flügeloberseite der Vorderflügel ist teilweise beige übergossen. Zum Außenrandes wird das Beige schwächer, zum Innenwinkel geht die Grundfarbe in Schwarz über. Die Oberseite der Hinterflügel ist schwarz. Beide Flügelpaare der Männchen schimmern dunkelblau, wobei die Intensität zur Basalregion zunimmt.
Die Unterseiten der Flügel sind kontrastreich braun, schwarz und cremefarben gemustert. Auf den Hinterflügeln befindet sich je ein großer dunkelbrauner Augenfleck, der dünn beige und schwarz umrandet ist. Ein bis zwei kleinere Augenflecken befinden sich davor Richtung Vorderkante des Hinterflügels. Ein kleiner Augenfleck mit blauschwarzem Kern und rostbraunem Ring befindet sich nahe der Flügelspitze der Vorderflügel. Durch ihre Detailtreue zählen die großen Augenflecken der Caligo-Arten zu den besten Imitationen von Augen bei Tieren. Das trifft auch besonders für Caligo eurilochus zu. Der dunkle Kern mit einem hellen Halbring darauf und dem hellen Rand erinnern stark an eine helle Iris mit dunkler Pupille, die eine Spiegelung hat. Sie kann als Eulenauge interpretiert werden, das von einer nachgebildeten Gefiederstruktur umgeben ist, weshalb die Caligo-Arten auch als Eulenfalter bezeichnet werden;  nicht zu verwechseln mit den eigentlichen Eulenfaltern. Es ist aber umstritten, ob diese Augenflecken die Augen eines bestimmten Tieres imitieren oder ob sie als Sekundärschutz, wenn ein Fressfeind zu nahe kommt, dienen. Primär sind die Tiere durch ihre kontrastreiches Muster auf der Flügelunterseite, einer Rindenmimese, geschützt, wenn sie Tagsüber mit geschlossenen Flügeln an Baumstämmen ruhen.

## Merkmale der Raupen
Die Eiraupen sind weiß und haben zwei rote Längsstreifen. Die hörnerlose Kopfkapsel ist hellbraun und das gegabelte Körperende ist schon deutlich erkennbar. Nach der ersten Häutung, im zweiten Larvenstadium (L2), sind die Raupen grün gefärbt und haben die äußere Form der späteren Larvenstadien. Diese Raupen haben einen flachen, leicht behaarten Körper. An der Kopfkapsel tragen sie vier Paar nach hinten gerichtete Hörner mit feinen Haaren, die von außen nach innen länger werden. Das Körperende hat einen behaarten Gabelschwanz. Auf dem Rücken befinden sich bis zu sechs schwarze Dornen, wobei die mittleren etwas größer sind. Ab L4 sind die Raupen dunkelbraun gefärbt. In Ecuador werden sie dann la vaquita negra (schwarzes Kälbchen) genannt.

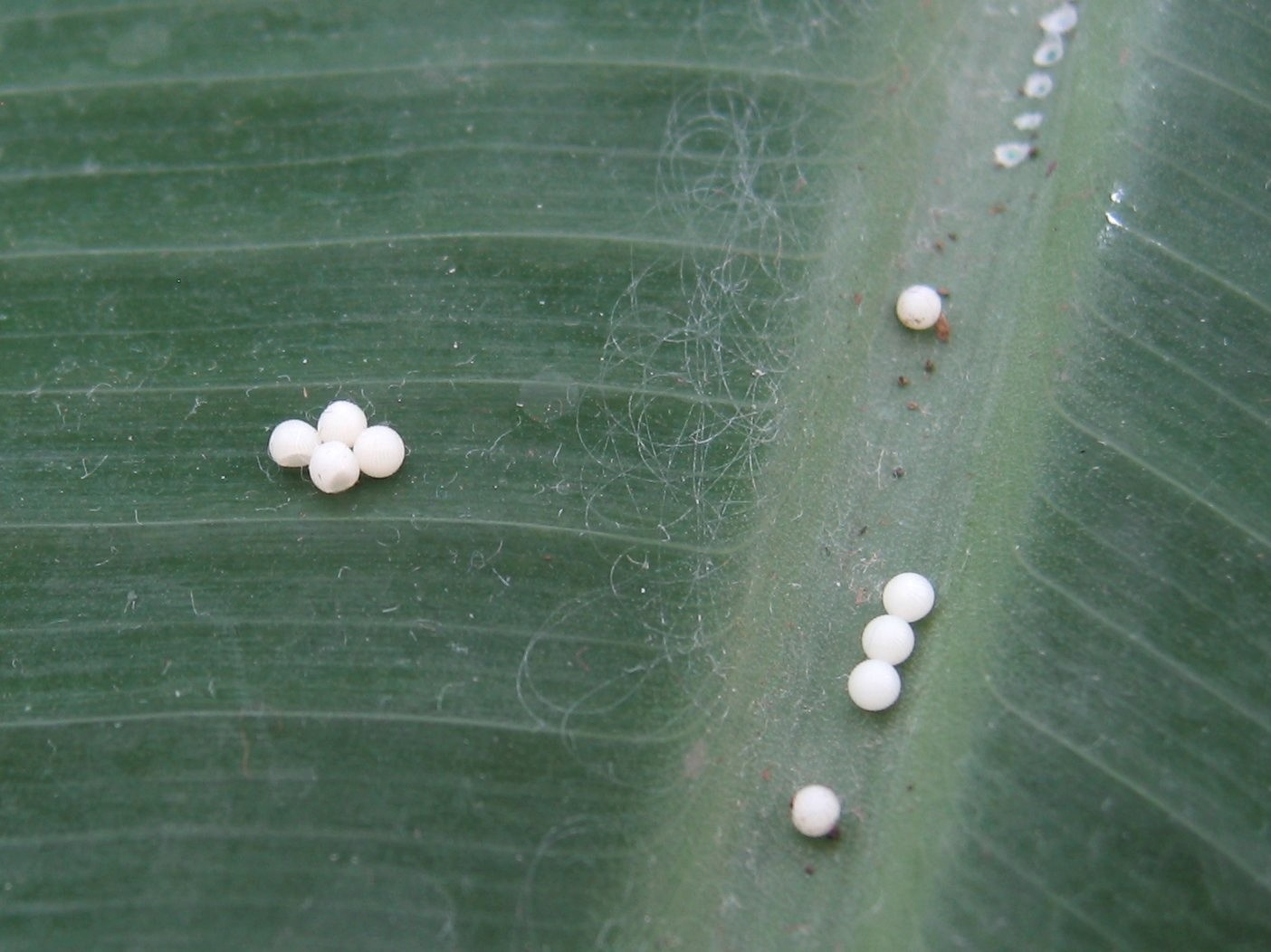
Eier von Caligo eurilochus auf einem Bananenblatt
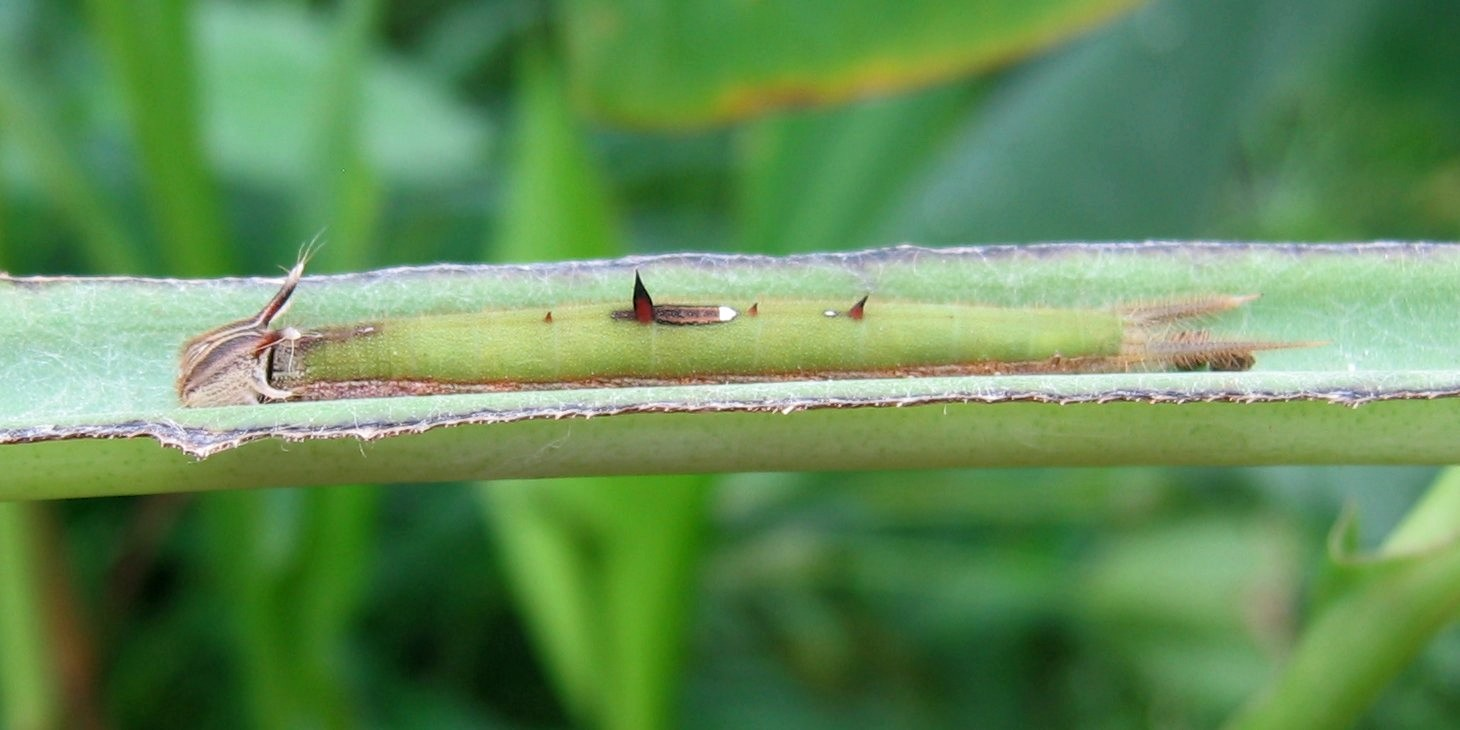
Junge Raupe mit grüner Färbung auf der rinnigen Mittelrippe eines abgefressenen Bananenblatts
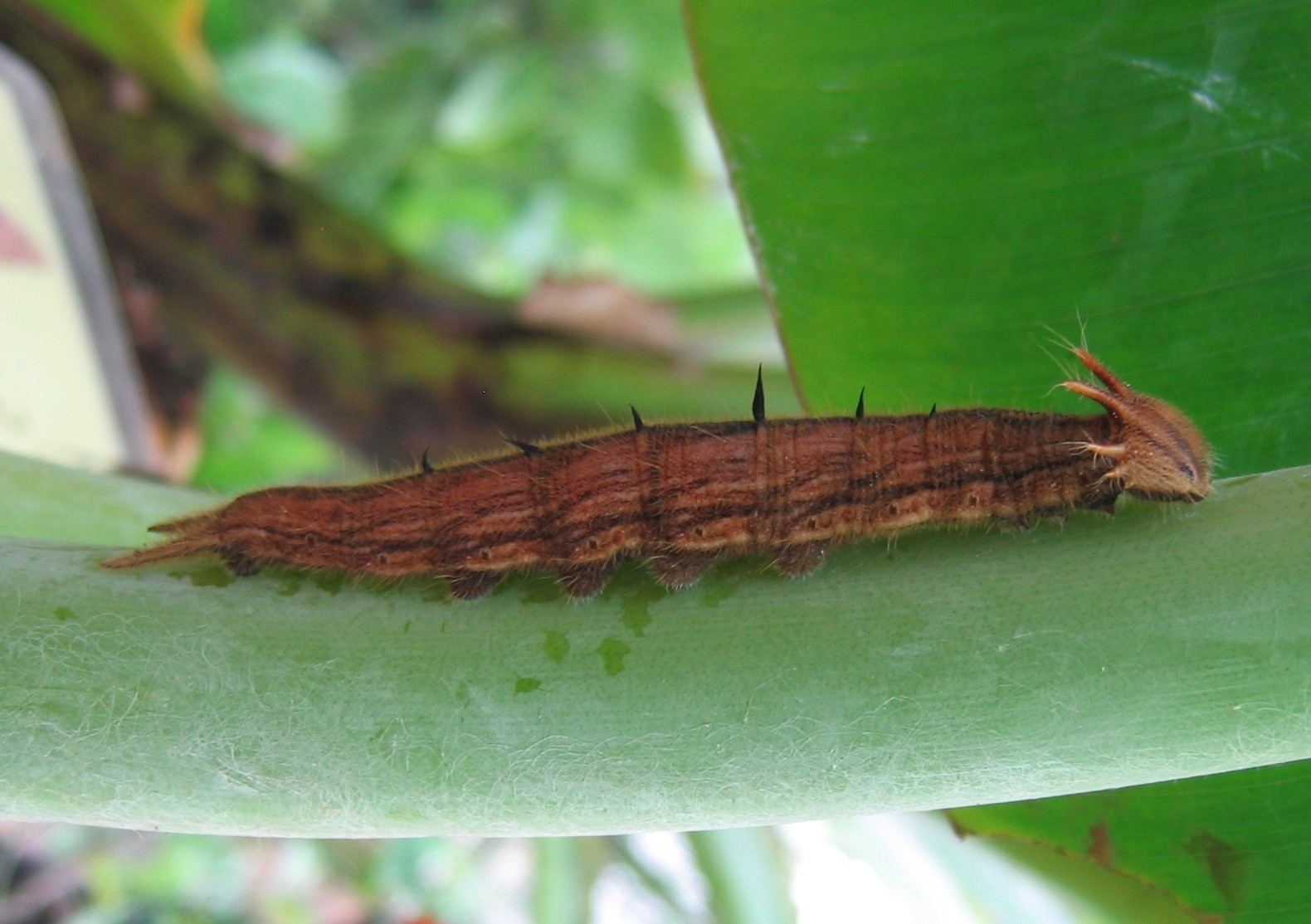
Ältere Raupe mit brauner Färbung an einer Bananenstaude
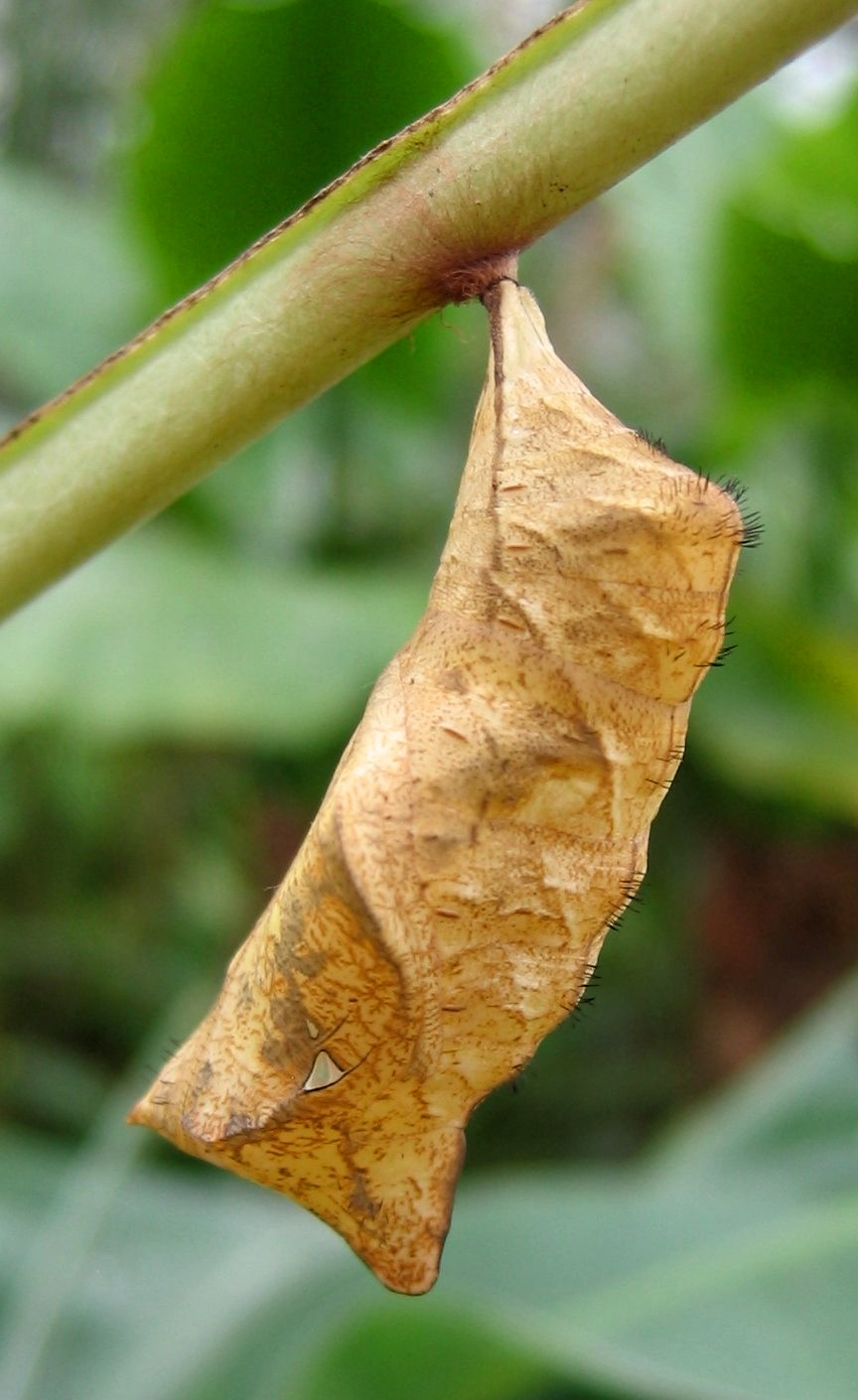
Puppe von Caligo eurilochus

## Ähnliche Arten
- Caligo memnon, Felder, 1866
- Caligo brasiliensis, Felder, 1862, wurde von Stichel noch als Unterart von C. eurilochus angesehen und wird heute als eigene Art betrachtet. Verbreitet in Zentral- und Südbrasilien.
- Caligo illioneus, Cramer, 1776
- Caligo idomeneus, Linnaeus, 1758

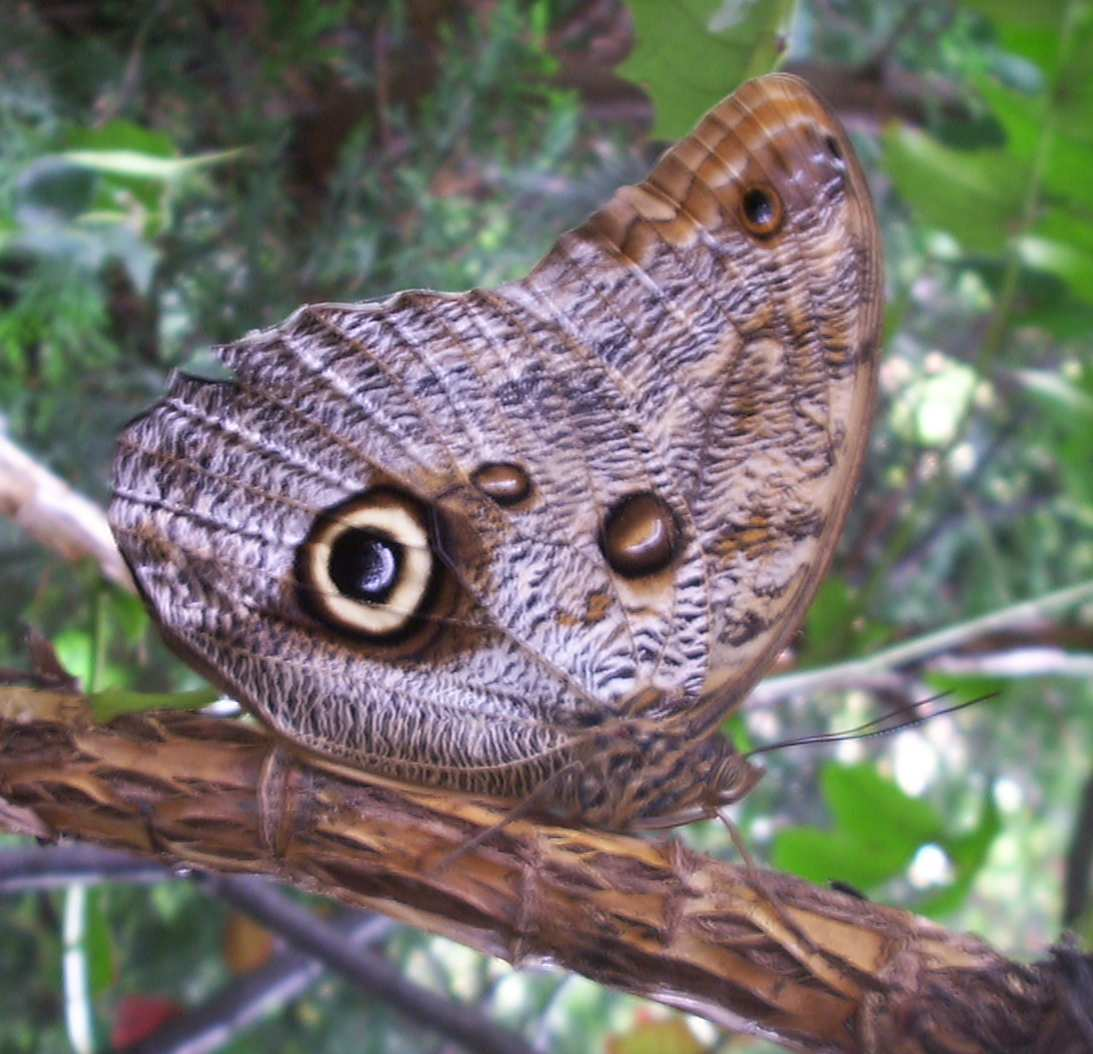
Caligo memnon
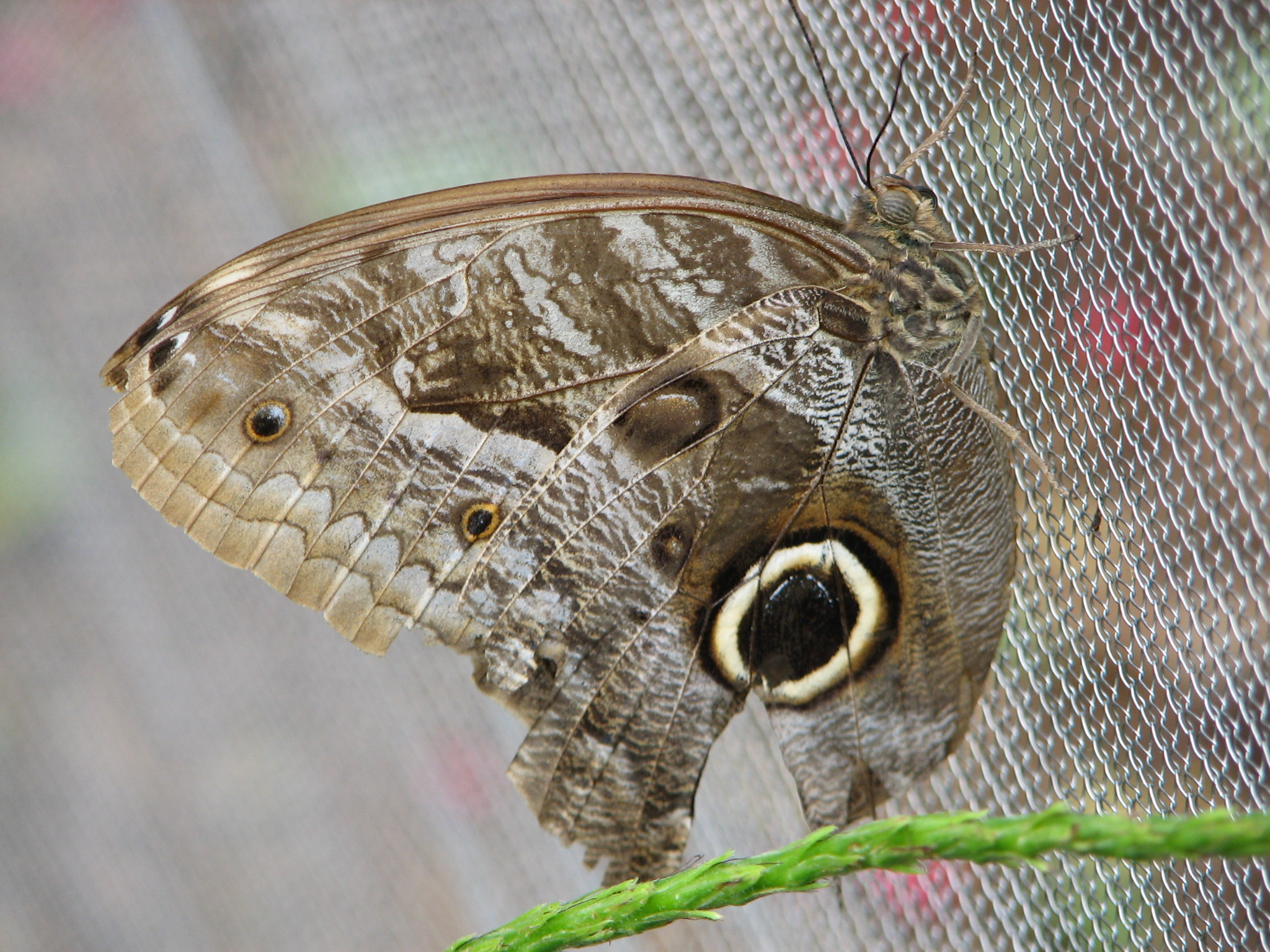
Caligo idomeneus

## Vorkommen
Caligo eurilochus eurolichos ist in Guyana, Suriname, Französisch-Guayana und im östlichen und zentralen Amazonas Brasiliens verbreitet.
Verbreitung der Unterarten:
- C. eurilochus livius, Staudinger, kommt im westlichen Amazonas vor
- C. eurilochus caesia, Stichel, kommt in Venezuela und Panama vor
- C. eurilochus sulanus, Fruhstorfer 1904,  kommt in Nordpanama und Guatemala vor
- C. eurilochus galba kommt in Kolumbien vor
- C. eurilochus morpheus, Stichel 1903, kommt in Südkolumbien, Ecuador und Peru vor.

## Lebensweise

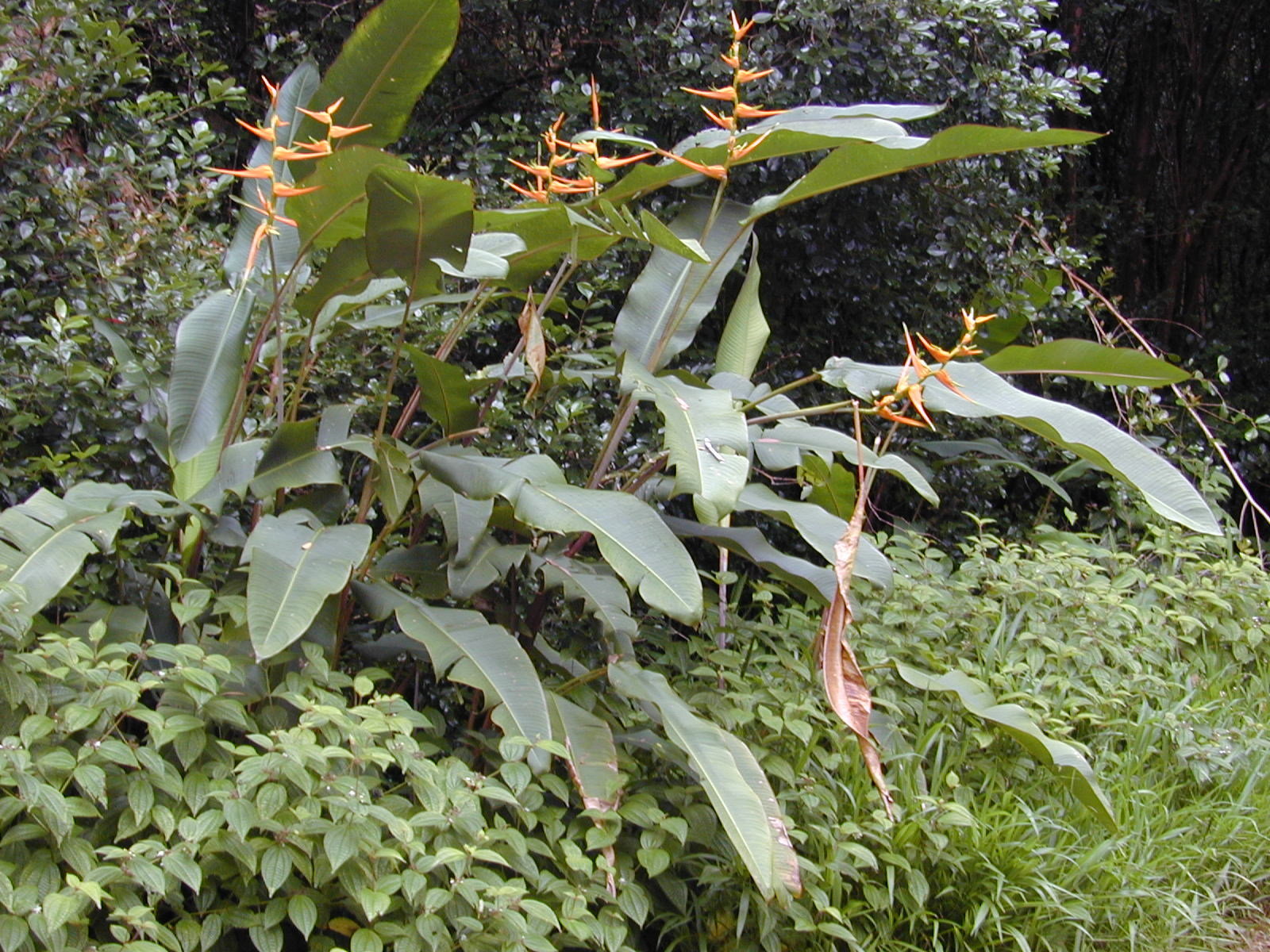
Heliconia latispatha

Die kugelrunden weißen Eier werden von den Weibchen einzeln oder in kleinen Gruppen an der Unterseite der Nahrungspflanzen abgelegt. Außer an Bananen, die erst mit den Europäern nach Amerika kamen, fressen die Raupen an Helikonien. Die Raupen sind nachtaktiv und verbringen den Tag in Schlafkolonien an den Mittelrippen der Blätter der Nahrungspflanzen. Die grünen Raupen sind gut an die Blätter angepasst. Ältere Raupen sind braun wie Bananenstämme, oder die Scheinstämme der Helikonien und ihre Schlafkolonien daran sind damit nur schwer zu erkennen. Für den Aufenthalt an den Blättern sind sie in diesem Stadium schon zu groß und auffällig. Da keine Ungenießbarkeit oder Giftigkeit der Raupen bekannt ist, ist eine gute Tarnung die einzige Möglichkeit für die Raupen, sich vor Fressfeinden zu schützen.
Die Raupen werden nach vier Häutungen etwa 13 Zentimeter lang und laufen etwa zwei Tage vor dem Verpuppen unruhig umher. Danach fertigen sie ein Gespinst an einer stabilen Stelle der Nahrungspflanze an, an der sie sich befestigen, bevor sie sich wenige Tage später zu einer vier bis fünf Zentimeter langen, kantigen Stürzpuppe verpuppen. Nach etwa fünf Wochen schlüpfen die Falter.
Die Imagines saugen oft in Gesellschaft an gärenden Früchten im Unterholzbereich, wo ihre gedämpften Farben ihnen einen guten Schutz bieten. Wenn die Falter genug Nahrung finden, können sie bis zu sieben Wochen alt werden. Die Falter sind dämmerungsaktiv und sitzen tagsüber oft mit geschlossenen Flügeln an Baumstämmen.
In Bananenplantagen kann Caligo eurilochus zum Schädling werden, obwohl acht Arten von Parasitioden (Hautflügler und Zweiflügler) bekannt sind.